# Ribes fuyunense
Ribes fuyunense là một loài thực vật có hoa trong họ Grossulariaceae. Loài này được T.C. Ku & F. Konta miêu tả khoa học đầu tiên năm 1989.